# Yaksha: Decydująca misja
Yaksha: Decydująca misja (hangul: 야차, MOCT: Ya-cha) – to południowokoreański szpiegowski film akcji z 2022 roku, wyreżyserowany przez Na Hyeon. W filmie występują Sol Kyung-gu i Park Hae-soo. Film, którego akcja rozgrywa się w Shenyang w Chinach, obraca się wokół przywódcy zespołu tajnych operacji agencji szpiegowskiej oraz prokuratora, który został zdegradowany do agencji szpiegowskiej. Film został wydany na całym świecie 8 kwietnia 2022 roku w serwisie Netflix.

## Opis fabuły
Prokurator dostaje polecenie zbadania działalności tajnych agentów i ich słynnego przywódcy nazywanego Yaksha. Wplątuje się przez to w niebezpieczną wojnę między szpiegami.

## Obsada
- Sol Kyung-gu jako Ki Kang-in
- Park Hae-soo jako Han Ji-hoon
- Hiroyuki Ikeuchi jako Ozawa Yoshinobu
- Yang Dong-geun jako szef sekcji Hong
- Lee El jako Hee-won
- Song Jae-rim jako Jae-gyu
- Park Jin-young jako Jeong-dae
- Jin Kyung jako Yeom Jeong-won
- Nam Kyung-eup jako Moon Byung-uk
- Lee Soo-kyung jako Moon Ju-yeon
- Jin Seo-yeon jako Ryun-hee
- Kim Jong-man jako Hak-cheol
- Kim Seung-hoon jako szef wydziału Hwang w Prokuraturze Centralnego Okręgu w Seulu